# Erythrina johnsoniae
Erythrina johnsoniae är en ärtväxtart som beskrevs av Hennessy. Erythrina johnsoniae ingår i släktet Erythrina och familjen ärtväxter. Inga underarter finns listade i Catalogue of Life.